# Pentathlon moderno ai XVII Giochi panamericani
Il pentathlon moderno ai XVII Giochi panamericani si è svolto a Toronto, in Canada, il 18 e 19 luglio 2015. Per le discipline in programma è stato utilizzato l'impianto del CIBC Pan Am/Parapan Am Aquatics Centre and Field House e per alcune prove all'aperto, come equitazione e corsa, è stato costruito un ovale provvisorio di 400 metri.

## Calendario
Tutti gli orari secondo il Central Standard Time (UTC-5).
| Data          | Inizio | Fine  | Evento             | Fase   |
| ------------- | ------ | ----- | ------------------ | ------ |
| Sab 18 luglio | 11:15  | 19:00 | Individuale donne  | Finali |
| Dom 19 luglio | 9:45   | 18:30 | Individuale uomini | Finali |

## Risultati
| Evento                 | Oro               | Argento                  | Bronzo            |
| Competizione maschile  | Charles Fernandez | Ismael Hernandez Uscanga | Nathan Schrimsher |
| Competizione femminile | Yane Marques      | Tamara Vega              | Mayan Oliver      |

## Medagliere
| Posizione | Nazione     | Oro | Argento | Bronzo | Totale |
| --------- | ----------- | --- | ------- | ------ | ------ |
| 1         | Brasile     | 1   | 0       | 0      | 1      |
| 1         | Guatemala   | 1   | 0       | 0      | 1      |
| 3         | Messico     | 0   | 2       | 1      | 3      |
| 4         | Stati Uniti | 0   | 0       | 1      | 1      |
| Totale    | Totale      | 2   | 2       | 2      | 6      |